# Rautenschild

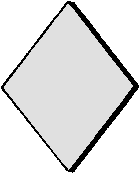
Rautenschild (heraldisches Muster)

Der Rautenschild ist ein Wappenschild von der Form einer auf der Spitze stehenden Raute.

## Verwendung
Dieser Schild wurde aber nie als Kampfschild oder bei Turnieren getragen, dafür ist er in Siegelabdrücken nachweisbar.
- In der spanisch-portugiesischen Heraldik ist der Rautenschild eine Normalform.
- In der französischen und englischen Heraldik ist der Schild eine Wappenform, die für unverheiratete Frauen verwendet wird. Hier wird dann der Schild gelegentlich als Damenschild bezeichnet. Auch verwitwete Frauen gebrauchen diese Form.

|  | Persönliches Wappen der spanischen Infantinnen aus dem Haus Bourbon (bis 1931)                                   |
|  | Englisch: Wappen einer Witwe als Erbin, das Wappen des verstorbenen Gatten als Herzschild (heraldisches Muster). |

In der deutschen Heraldik ist er unüblich; hier ist der Spanische Schild (unten halbrund) die verbreitete Form.